# Euselasia amblypodia
Euselasia amblypodia är en fjärilsart som beskrevs av Percy I. Lathy 1926. Euselasia amblypodia ingår i släktet Euselasia och familjen Riodinidae. Inga underarter finns listade i Catalogue of Life.